# Museo Arqueológico Argentino Ambato
El Museo Arqueológico Argentino Ambato es una colección privada reunida por el arqueólogo amateur Aroldo Rosso, devenida en museo público, que reúne una notable colección de piezas arqueológicas de los principales horizontes y culturas indígenas del noroeste argentino, ubicado en la ciudad turística de La Falda, provincia de Córdoba, gestionado por la Asociación Civil Amigos del Museo Ambato.

## Historia

### Primeros años
En principio fue un museo privado que mostraba el mundo de los pueblos precolombinos que habitaron el noroeste argentino, revelando la capacidad creadora y el alto grado de desarrollo cultural que alcanzaron los pueblos originarios, gracias a la colección reunida durante 40 años de búsquedas y excavaciones por su creador y propietario, el  arqueólogo amateur Aroldo Rosso.
Inaugurado como museo abierto al público el 23 de octubre de 1987, bajo el gobierno provincial de Eduardo Angeloz, mostraba en más de veinte salas una notable colección de piezas arqueológicas de los principales horizontes y culturas indígenas argentinas, desde la etapa más antigua –horizontes precerámicos– (como Ayampitin y Ampajango) hasta culturas agroalfareras de épocas tempranas (Ciénaga, Condorhuasi, Aguada, Averías, Belén, Sunchituyoc, Santamariana, Yocavil y otras), hasta aquellas que arribaron al contacto con los conquistadores españoles.
Este museo recibió el valioso apoyo de numerosos investigadores y arqueólogos de reconocida trayectoria profesional en Argentina y el exterior, entre ellos el Dr. Alberto Rex González, quien efectuó una datación con Carbono-14, de la llamada Fase Ambato, integrante de la ya tipificada y conocida cultura Aguada (650 a 900 d. C.), otorgándole una antigüedad 200 años anterior a la misma, descubrimiento atribuido al profesor Rosso, quien excavó durante mucho tiempo en el Departamento Ambato, de la provincia de Catamarca.

### Una casona suntuosa
La casona que hoy alberga el museo es de porte impactante, con una arquitectura de estilo cercano a principios del siglo XX, lo que resulta agradable y sugestivo por su majestuosidad. Además, está rodeada de una frondosa arboleda rica en cantidad de especies, donde se destacan distintas variedades de eucaliptos.
Fue construida por Guillermo Valdés en 1930 como residencia de verano. Con el correr el tiempo, funcionó como Petit Hotel u Hostería La Primavera, al ser comprada por José Ferrarini, quien la vendió muy barata en 1958 a la Congregación de Hermanas de la Sagrada Familia de Nazareth, las que abrieron el Colegio San José, permaneciendo allí hasta 1969, cuando inauguraron su edificio propio al lado de la Parroquia del Santísimo Sacramento, en calle Patria 250 de La Falda.
Por fin, en 1987 la casona se constituyó como un lugar donde conservar y exhibir la colección de piezas de la colección reunida por Aroldo Rosso.

### Decadencia y robo de la colección

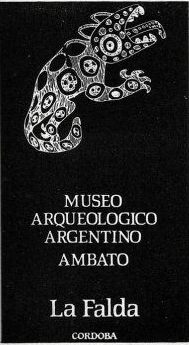
Antiguo logotipo utilizado por el Museo Ambato de La Falda

Luego del fallecimiento de su descubridor y propietario Aroldo Rosso, tanto las piezas arqueológicas como la casa sufrieron deterioros y arrebatos, y la colección, que pertenecía en forma privada a sus sucesores, tuvo un rumbo errático.
En 1998, el municipio de La Falda decidió el traslado irresponsable de las piezas al Hotel Edén de La Falda, y cedieron el uso del inmueble violando las ordenanzas que lo destinaban sólo al fin museológico.
En el Hotel Eden las piezas se exponían al público y terminaron siendo robadas a mediados de marzo de 2008 por desconocidos quienes sustrajeron aproximadamente el 95% de las piezas que la integraban.
Se inició una causa penal tras este robo de piezas arqueológicas, y tras importante indagación una parte al menos fueron halladas en el año 2012 en un depósito de Matteo Goretti, quien fue presidente de la Fundación Pensar y asesor de Mauricio Macri, en la Ciudad Autónoma de Buenos Aires. Posteriormente, debido a ulteriores indagaciones, fue recuperado gran parte del patrimonio arqueológico del museo.
El Departamento de Protección de Patrimonio Cultural e Interpol allanaron un depósito de la calle Libertad al 800 –cuyo dueño era Goretti– y encontraron gran parte de los objetos. La ministra de Seguridad de Cristina Fernández de Kirchner, Nilda Garré, dijo que Goretti estaba severamente comprometido al tener un rol fundamental en este circuito ya que fue el comprador y sería el encubridor del delito, porque estaba ocultando las piezas. Se recuperaron 58 piezas de gran valor arqueológico, que cotizan entre 700 mil y un millón de dólares. Goretti, que es miembro de la Fundación Pensar quedó imputado por supuesto encubrimiento del robo.

### Restauración y puesta en valor del museo
El trabajo de los vecinos autoconvocados de La Falda desde 2002, sumado a la Ley Nacional 25.743 de Protección del Patrimonio Arqueológico y Paleontológico, sancionada en 2003 durante la presidencia de Néstor Kirchner, impulsaron la puesta en valor.
La Asociación Civil Amigos del Museo Ambato presentó la denuncia por el robo, a los fines de para promover la investigación penal. Asimismo, acordaron participar en un recurso de amparo, solicitado desde el año 2004, ante el Juzgado Federal 2 de Córdoba, para pedir la aplicación de la ley 25.743 de Protección de Patrimonio Arqueológico y Paleontológico, con el objeto de que en el territorio de la Provincia se abra un "registro  arqueológico" y se concrete el inventario definitivo de las piezas de la colección Ambato.
Integrantes de la Asociación Civil Amigos del Museo Ambato, de La Falda, junto al intendente Eduardo Arduh, se reunieron en Buenos Aires en el año 2012 con el secretario de Cultura de la Nación, Jorge Coscia, para solicitarle apoyo para la reapertura de la sala arqueológica del Museo Ambato, que fue noticia nacional semanas atrás al poder recuperarse numerosas piezas arqueológicas que le habían sido robadas años atrás.
La entonces presidenta de la Nación, Cristina Fernández de Kirchner, inauguró el 29 de octubre de 2015 por teleconferencia desde la Casa Rosada las obras de restauración y puesta en valor del Museo Arqueológico Argentino Ambato de La Falda. La entonces Ministra de Cultura de la Nación, Teresa Parodi, dialogó desde el museo con la presidenta y sostuvo: “Las 16 salas maravillosas del edificio están recuperadas en su totalidad”. Allí se conservan más de 500 piezas de arte precolombino, de un valor incalculable, algunas de las cuales datan de 500 años después de Cristo. Los trabajos de restauración demandaron al Estado Nacional una inversión de cinco millones de pesos.
```
La Asociación Civil Amigos del Museo Ambato gestiona el Museo por delegación de la Municipalidad de La Falda (Ordenanza 2459/12).
```

## Horario y ubicación
Durante enero y febrero y julio el museo abre sus puertas al público los días sábados, en horario de 10,30 a 18,30. visitas guiadas a las 11 y 16,00hs
Dirección: Cuesta del Lago 1469 - Villa Edén - La Falda (5172) Valle de Punilla - Córdoba – Argentina